# Международная экономическая интеграция
Международная экономи́ческая интегра́ция — процесс международного объединения экономики стран и государств в один, общий рынок, при котором постепенная отмена тарифных и нетарифных ограничений приводит к унификации экономической политики в отраслях экономики и имеет ряд выраженных последствий.

## Определение
К ним относятся закон одной цены (выравнивание цен), резкое увеличение объёма торговли, увеличение производительности труда, миграции трудовых потоков, выравнивание величины внутренних сбережений, появление единой сетки тарифов на границах экономического объединения. Считается, что экономическая интеграция есть второй лучший вариант после режима свободной торговли по степени благоприятствования (её стимулирования).
Другим определением экономической интеграции является процесс сближения, взаимоприспособления и сращивания национальных хозяйственных систем, обладающих способностью саморегулирования и саморазвития на основе согласованной межгосударственной экономики и политики.

## Преимущества и недостатки
Преимущества:
- увеличение размеров рынка — проявление эффекта масштаба производства;
- возрастает конкуренция между странами;
- увеличение прямых иностранных инвестиций;
- расширение торговли параллельно с улучшением инфраструктуры;
- распространение новейших технологий.

Отрицательные последствия:
- для более отсталых стран это приводит к оттоку ресурсов (факторов производства), идет перераспределение в пользу более сильных партнеров;
- олигопольный сговор между ТНК стран-участниц, который способствует повышению цен на товары;
- эффект потерь от увеличения масштабов производства.

## Принудительная экономическая интеграция
Современные ученые расходятся в трактовке понятия принудительной экономической интеграции. В отдельных научных трудах она имеет двоякую трактовку в зависимости от выбранного методологического подхода (динамического или статического). В рамках динамического подхода принудительная экономическая интеграция — это процесс принудительного формирования устойчивой зависимости одних экономических субъектов от других, их взаимопроникновение и сращивание, направленные на максимальное извлечение выгоды доминирующей стороной. В статическом подходе принудительная экономическая интеграция представляется нам как неравноправное объединение экономических субъектов, в рамках которого доминирующая единица, игнорируя сторонние интересы, принуждает остальных участников к выгодному для неё сотрудничеству.
Однако существует и несколько иная трактовка данного понятия: принудительная экономическая интеграция - это неравноправный, навязанный военно-политической силой союз 2х и более сторон (государств) в период военных действий на захваченной территории государства либо после капитуляции проигравшей стороны в период зависимости проигравшей стороны от агрессора с целью экономической эксплуатации захваченной страны. Примерами могут служить трехвековой гнет татаро-монгольского ига на Руси; колонизация африканских, азиатских стран развитыми странами (Англии, Франции и т. д.); период ведения крупных военных действий между разными странами, в том числе в период Первой Мировой войны и Второй Мировой войны. И хотя этот тип интеграции не полностью подходит под определение экономической интеграции в классическом понимании, но имеет ряд признаков экономических интеграционных процессов:
- использование труда бесплатно или за заниженную плату людей завоеванной страны (в том числе плененных; местного населения колоний);
- потребление на месте и вывоз из оккупированной страны в страну-завоеватель производственных фондов, товаров, драгоценных металлов, культурных ценностей, захваченных при экспансии или приобретенных по принудительно заниженной цене;
- использование производственных фондов оккупированной страны для нужд агрессора по заниженной цене (минимальной цене эксплуатации);
- могут иметь место элементы налоговой системы, навязанной страной-завоевателем (дань Руси в пользу татаро-монгольского ига, выплаты контрибуции странами гитлеровской коалиции в пользу стран-победителей);
- использование монетной регалии с учётом экономических интересов страны-завоевателя.

Денежное обращение (помимо обычного) при принудительной экономической интеграции можно рассматривать как элементы наднациональной или межнациональной денежной единицы.